# 鍋倉公園
鍋倉公園（なべくらこうえん）は、岩手県遠野市にある鍋倉山（標高343.9m）の鍋倉城址に造られた公園。遠野随一の桜の名所として知られる。

## 概要
鍋倉城は、安土桃山時代の天正年間に阿曽沼氏によって築かれ、その後遠野南部氏の居城となった南部藩を代表する城であった。近代になり、その城跡の麓から頂上にかけてに約1000本の桜を植栽、三ノ丸には散策路、石庭が造られ、公園として整備され公開されている。
また三ノ丸には天守閣を模した「なべくら展望台」が建てられ、そこからは遠野市街を一望できる。

## 祭事
- 桜祭り - 5月3日　10:00～15:30
- 夜桜 - 4月21日～5月6日　18:00～22:00

## ギャラリー

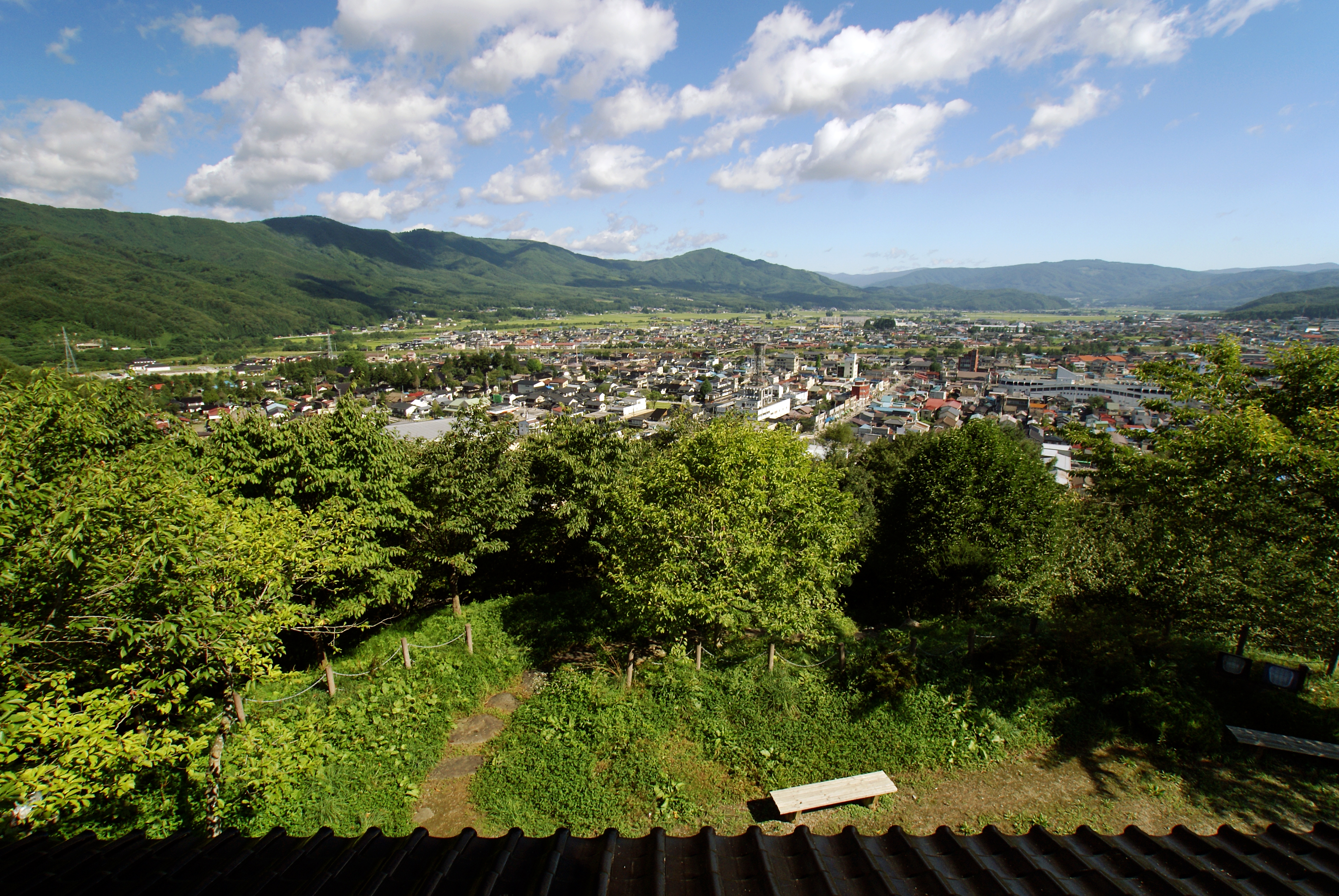
なべくら展望台からの眺望
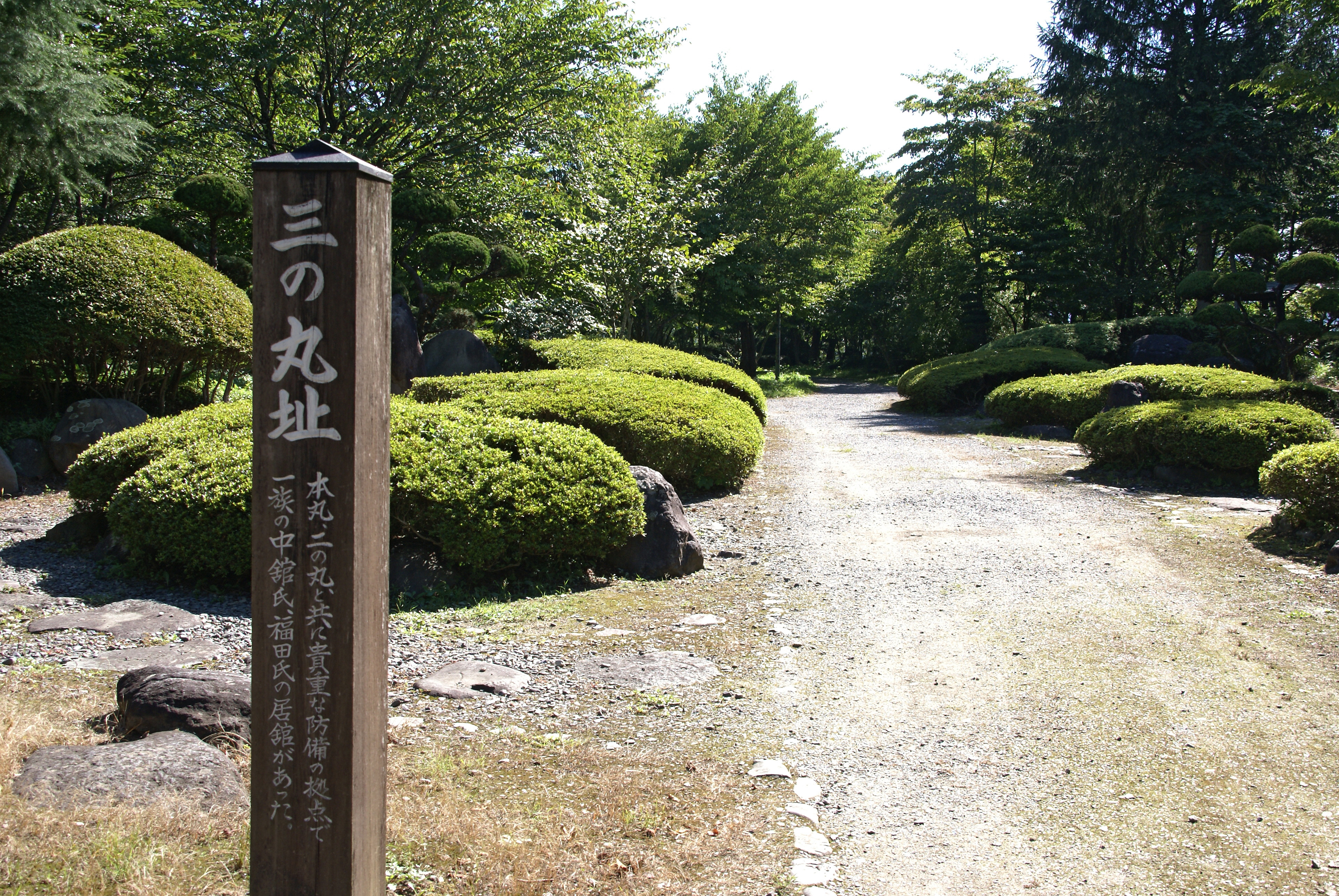
三ノ丸址
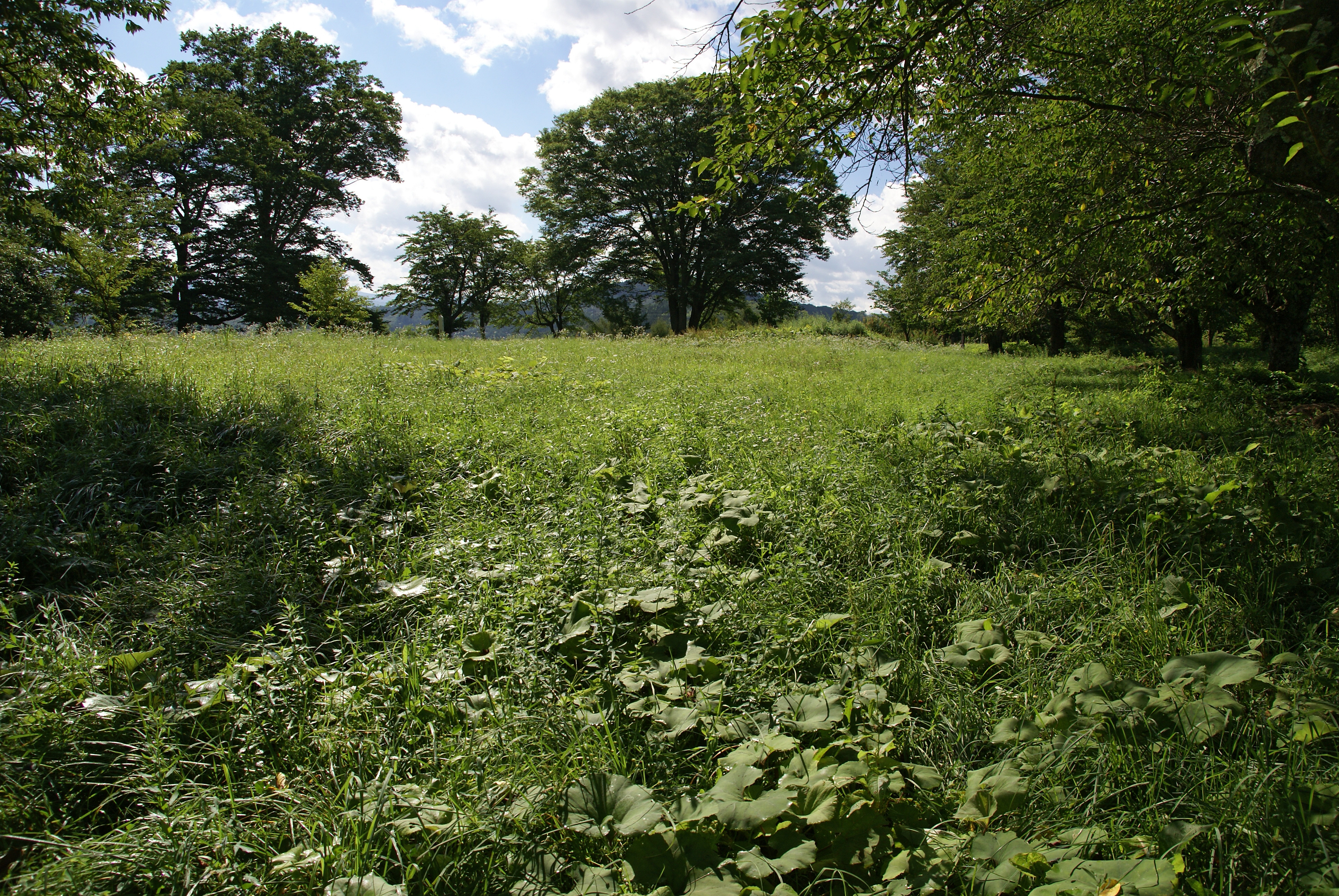
本丸址

## 周辺情報
- 南部神社 （鍋倉山中腹）
- 遠野市立博物館・図書館（鍋倉山山麓）